# Pepperell (condado de Middlesex)
Pepperell es un lugar designado por el censo ubicado en el condado de Middlesex en el estado estadounidense de Massachusetts. En el Censo de 2010 tenía una población de 2.504 habitantes y una densidad poblacional de 454,11 personas por km².

## Geografía
Pepperell se encuentra ubicado en las coordenadas 42°40′32″N 71°35′32″O / 42.67556, -71.59222. Según la Oficina del Censo de los Estados Unidos, Pepperell tiene una superficie total de 5.51 km², de la cual 5.33 km² corresponden a tierra firme y (3.33%) 0.18 km² es agua.

## Demografía
Según el censo de 2010, había 2.504 personas residiendo en Pepperell. La densidad de población era de 454,11 hab./km². De los 2.504 habitantes, Pepperell estaba compuesto por el 95.05% blancos, el 1.04% eran afroamericanos, el 0.16% eran amerindios, el 1.52% eran asiáticos, el 0.04% eran isleños del Pacífico, el 0.76% eran de otras razas y el 1.44% pertenecían a dos o más razas. Del total de la población el 2.04% eran hispanos o latinos de cualquier raza.